# Woof
Woof è un brano musicale rap di Snoop Dogg, secondo singolo estratto dall'album Da Game Is to Be Sold, Not to Be Told.

## Videoclip
Il video mostra Snoop e gli altri personaggi trasformarsi in cani e poi tornare umani in continuazione per tutta la durata del video, mentre lui, con Mystical e Fiend cantano la canzone davanti ad altre persone.

## Tracce
1. Woof (Album Version)
2. Woof (Instrumental)
3. It's All on a Hoe (Bonus Track)

## Classifiche
| Classifica (1999)         | Posizione massima |
| ------------------------- | ----------------- |
| Stati Uniti               | 62                |
| Stati Uniti (R&B/hip-hop) | 31                |